# 福岡県立明善高等学校
福岡県立明善高等学校（ふくおかけんりつめいぜんこうとうがっこう,  英語: Fukuoka Prefectural Meizen High School）は、福岡県久留米市城南町に所在する公立高等学校。
スーパーサイエンスハイスクール（SSH）およびふくおかスーパーハイスクール登録校。

## 概要
歴史
久留米藩藩校の流れを汲む中学明善校（旧制中学校）及び久留米高等女学校（高等女学校）を前身とする。1879年（明治12年）を創立年としており、2009年（平成21年）に創立130周年を迎えた。
校名の「明善」の由来に関しては、明善同窓会ウェブサイトを参照。
学区
- 普通科（一般コース）は、第八学区（三井郡、小郡市、久留米市のうち城南・江南・櫛原・牟田山・諏訪・良山・明星・宮ノ陣・荒木・筑邦西・屏水・青陵・高牟礼・北野中学校の校区）および久留米市の田主丸・城島中学校の校区。
- 理数科は、筑後地区全域（第七～十学区）
- 普通科総合文化コースは、福岡県全域。

設置課程・学科・特色
全日制課程 普通科（一般コース・普通科総合文科コース）・理数科および定時制課程 普通科。全日制の定員は1学年7学級280名(2019年度入学者から)。生徒の多くは国公立大学へと進学する。
校訓
「克己・盡力・楽天」。1907年（明治40年）に制定。
校章・校旗
旧久留米藩（有馬家）の紋章である「笹竜胆」（ささりんどう）を背景に、中央に校名の「明」を置いている。
校歌・応援歌
校歌の作詞は佐藤春夫、作曲は信時潔による。1956年（昭和31年）に制定。3番まであり、各番に校名の「明善」が登場する。1番に「盡力」、2番に「克己」、3番に「楽天」といったように、歌詞に校訓が登場する。
校歌とは別に応援歌「白旆の歌」がある。また定時制課程には逍遥歌がある。
同窓会
「明善同窓会」と称する。毎年10月に総会を開催している。関東、近畿、東海、福岡に支部を置く。
午睡の導入
久留米大学の協力のもと、2005年（平成17年）の一ヵ月半の間試験的に導入され、生徒にも好評であったことから、現在では正式に導入されている（全国初）。昼休みが45分間あるうちの終盤10分間に「午睡タイム」が設けられ、校内放送で開始と終了のアナウンスをし、午睡デーの午睡時間中は教室の明かりが消される。

## 沿革
久留米藩藩校時代
- 1783年（天明3年）2月6日 - 高山畏斎が藩命により、久留米城（両替町）内に「久留米藩学問所」を設置。
- 1796年（寛政8年）12月9日 - 「明善堂（めいせんどう）」と改称。
- 1872年（明治5年）11月2日 -　学制の施行により、「明善小学」と改称。
- 1875年（明治8年）8月22日 - 「小学校教師伝習学校」と改称。
- 1876年（明治9年）6月21日 - 「久留米師範学校」と改称。
- 1879年（明治12年）6月25日 - 久留米師範学校を廃止。

旧制中学明善校
- 1879年（明治12年）
  - 9月9日 - 「福岡県立久留米中学校（旧制）」を設置。初代校長に梅野多喜蔵（1841-1928） [10]。梅野は大鳥圭介の私塾で蘭学を学んだのち、雄飛丸の乗方修行の藩命を受けて神戸海軍操練所、勝海舟の氷川塾、開成所で学び、雄飛丸の専任士官、千歳丸 (久留米藩)艦長を務めた人物[11]。
  - 10月1日 - 「福岡県立久留米中学校」が開校。
- 1880年（明治13年）6月26日 - 上妻郡に山内分校、竹野郡に田主丸分校を設置。
- 1887年（明治20年）
  - 3月31日 - 福岡県立久留米中学校を廃止。
  - 4月 - 「仮設久留米尋常中学校」と呼称。
- 1888年（明治21年）6月1日 - 「私立久留米尋常中学校」と改称。
- 1889年（明治22年）3月29日 - 「福岡県立久留米尋常中学明善校」と改称。
- 1894年（明治27年）2月7日 - 教室および寄宿舎が完成。
- 1895年（明治28年）11月15日 - 校旗・校章を制定。
- 1899年（明治32年）5月5日 - 「福岡県立中学明善校」と改称。
- 1902年（明治35年）9月1日 - 新校舎に移転。
- 1907年（明治40年）6月15日 - 校訓「克己・盡力・楽天」を制定[6]。
- 1911年（明治44年）2月11日 - 校歌[8]を制定。作詞は金沢来蔵（第4代校長）、作曲は新清太郎（久高女教諭）による。
- 1923年（大正12年）3月31日 - 寄宿舎を廃止。
- 1924年（大正13年）
  - 5月1日 - 明善校後援会が新設。
  - この年 - 明善校応援歌「白旆[9]の歌[8]」が成立。作詞は藤吉繁吉による。曲は旧制第七高等学校の寮歌の曲を充てている。
- 1923年（大正14年）4月1日 - 「福岡県中学明善校」と改称。
- 1934年（昭和9年）6月8日 - プールが完成。
- 1935年（昭和10年）4月1日 - 中学校令施行規則第3条により、第4学年以上第1種、第2種を新設。
- 1937年（昭和12年）3月31日 - 福岡県久留米夜間中学を併設。
- 1939年（昭和14年）7月5日 - 火災により本館を焼失。
- 1944年（昭和19年）8月10日 - 本館と教室が完成。
- 1945年（昭和20年）8月11日 - 戦災により明善堂、雨天体操場、柔道場、工作室、倉庫などを焼失。
- 1948年（昭和23年）
  - 4月1日 - 学制改革により、「福岡県立明善高等学校」（男子校）と改称。久留米夜間中学を高校夜間部とする。中学部を設置[12]。
  - 8月1日 - 定時制を設置。
- 1949年（昭和24年）5月25日 - 父兄会（PTA）と同窓会の寄贈により、体育館が完成。

久留米高等女学校
- 1897年（明治30年）7月1日 - 野中町（現・石橋迎賓館）に「（市立）福岡県久留米高等女学校」が創立。
- 1899年（明治32年）4月1日 - 修業年限を4カ年に変更。
- 1901年（明治34年）4月1日 - 補習科を設置。
- 1902年（明治35年）4月1日 - 福岡県立代用の高等女学校となる。
- 1906年（明治39年）6月20日 - 校歌[8]を制定。作詞は黒岩玄堂、作曲は田原美喜子による。
- 1908年（明治41年）4月1日 - 県立移管により、「福岡県立久留米高等女学校」と改称。
- 1917年（大正6年）3月31日 - 補習科を廃止。
- 1925年（大正14年）4月1日 - 「福岡県久留米高等女学校」に改称。
- 1931年（昭和6年）9月1日 - 篠山町にある有馬家の別邸（現・北グラウンド）に移転・新築。
- 1934年（昭和9年）
  - 1月20日 - 本館が完成。
  - 4月 - 校舎、正門、石垣、煉瓦塀などが完成。
- 1936年（昭和11年）4月1日 - 補習科（定員50名）を設置。
- 1941年（昭和16年）4月 - 久留米夜間中学を福岡県立久留米中学校と改称。
- 1943年（昭和18年）4月1日 - 補習科を専攻科と改称。
- 1948年（昭和23年）
  - 4月1日 - 学制改革により、「福岡県立久留米高等学校[13]」と改称。
  - 7月26日 - 火災により、北側校舎を焼失。

福岡県立明善高等学校
- 1949年（昭和24年）8月31日 - 男子校の明善高等学校と女子校の久留米高等学校[13]が統合され、男女共学の「福岡県立明善高等学校」となる。
  - 普通科・家庭科（後の食物科）を設置。
- 1951年（昭和26年）
  - 3月23日 - 図書館が完成。
  - 4月 - 定時制と夜間部が統合し、福岡県立明善高等学校定時制となる。
- 1952年（昭和27年）5月25日 - 柔道場が完成。
- 1953年（昭和28年）3月8日 - 火災により本館・教室1棟を焼失。
- 1956年（昭和31年）
  - 4月6日 - 南校舎本館が完成。
  - 11月29日 - 校歌を制定。
- 1957年（昭和32年）12月1日 - 定時制逍遥歌[8]が完成。作詞は荒巻龍、作曲は荒巻長条によるもの。
- 1958年（昭和33年）9月5日 - 全日制・定時制職員室および会議室が完成。
- 1961年（昭和36年）8月10日 - 火災により体育館を焼失。
- 1962年（昭和37年）8月3日 - 体育館が完成。
- 1969年（昭和44年）6月5日 - 武道館が完成。
- 1970年（昭和45年） 
  - 5月8日 - 新校舎が完成し、旧久留米高女校舎より移転。
  - 12月 - 北校舎（旧久留米高女校舎）を解体[14]。
- 1973年（昭和48年）6月18日 - 南校地（旧制中学）と北校地（旧高等女学校）校地を統合。
- 1975年（昭和50年）12月13日 - ブリヂストンタイヤ株式会社の寄贈で、プールが完成。
- 1977年（昭和52年）2月28日 - 南グラウンドを整備、北プールを解体。
- 1978年（昭和53年）
  - 2月26日 - 「白旆の歌」（応援歌）碑を除幕。
  - 3月31日 - 図書館と視聴覚室が完成。
  - 11月10日 - 食堂が完成。
- 1979年（昭和54年）10月1日 - 生徒会館が完成。
- 1980年（昭和55年）4月19日 - 同窓会の寄贈により、県立移管100周年記念館が完成。
- 1981年（昭和56年）3月23日 ‐ 校友会部室（10室）が完成。
- 1983年（昭和58年）3月31日 - 化学実験室を改修。
- 1984年（昭和59年）3月3日 - 国旗掲揚台が完成。
- 1985年（昭和60年）3月23日 - クラブハウスが完成。
- 1986年（昭和61年）3月31日 - 物理講義室を改造。
- 1990年（平成3年）3月20日 - 大規模改造第一期建築工事が竣工（理科棟）。
- 1992年（平成4年）
  - 3月16日 - 大規模改造第二期工事が竣工（体育館）
  - 4月1日 - 理数科1学級（40名）を設置。普通科が1学級40名となる。
- 1993年（平成5年）
  - 2月18日 - 大規模改造第三期工事が竣工（管理棟）
  - 4月1日 - 食物科が1学級（42名）となる。
- 1994年（平成6年）
  - 3月25日 -  大規模改造第四期工事が竣工（東棟）
  - 4月1日 - 食物科の募集を停止。
- 1995年（平成7年）
  - 3月24日 - ラグビー場・テニスコートが完成。
  - 4月1日 - 普通科が1学級増え、10学級となる（計32学級）
- 1996年（平成8年）
  - 3月2日 - 食物科閉科式を挙行。
  - 3月25日 - 弓道場が完成。
  - 3月31日 - 食物科を廃止。
  - 4月1日 - 普通科が1学級減り、9学級となる（計31学級）
- 1997年（平成9年）
  - 4月1日 - 普通科総合文科コースを設置。
  - 8月22日 - 大規模改造第五期工事が竣工（家庭科棟）
- 1998年（平成10年）3月24日 - 大規模改造第六期工事が竣工（第2棟）
- 1999年（平成11年）2月23日 - 大規模改造第七期工事が竣工（第3棟）
- 2002年（平成14年）
  - 3月9日 - 火災により北体育館を焼失。
  - 3月29日 - 野球場、サッカー場、ハンドボールコートが完成。
- 2003年（平成15年）3月28日 - 卓球場が完成。
- 2012年（平成24年）4月1日 - スーパーサイエンスハイスクール指定（～2021（令和3年）度）

## 学校行事
3学期制
【全日制課程】
第Ⅰ期（1学期）
- 4月 - 入学式、新入生歓迎行事、校医検診
- 5月 - 中間考査、自立と協動を学ぶ体験活動、明善・伝習館野球定期戦
- 6月 - 前期生徒会執行委員長選挙、文化発表会、期末考査
- 7月 - クラスマッチ、夏季課外（補習）
- 8月 - 夏季課外

第Ⅱ期（2学期）
- 9月 - 大運動会
- 10月 - 中間考査、後期生徒会執行委員長選挙
- 11月 - 体験入学、学期末考査、2年生修学旅行
- 12月 - 理数科課題研究発表会、校内読書会、冬季課外（補習）

第Ⅲ期（3学期）
- 1月 - 冬季課外、SSH成果発表会、1年弁論大会、総文校外研修、大学入試センター試験
- 2月 - マラソン大会、学年末考査
- 3月 - 卒業式、クラスマッチ、理数科課題研究発表会(1年)、総文海外研修

【定時制課程】
第Ⅰ期（1学期）
- 4月 - 入学式
- 5月 - 歓迎遠足、中間考査、生徒総会
- 6月 - 期末考査
- 7月 - クラスマッチ、校内生活体験発表会、進路講演会、職場訪問
- 8月 - 転入試験

第Ⅱ期（2学期）
- 9月 - 始業式
- 10月 - 中間考査、進路講演会、クラスマッチ
- 11月 - 体験入学、期末考査
- 12月 - 生徒会選挙、3年修学旅行

第Ⅲ期（3学期）
- 1月 - 4年学年末考査
- 2月 - 学年末考査、同窓会入会式
- 3月 - 卒業式、クラスマッチ、進路講演会

## 部活動
【全日制課程】
運動部
- 陸上部
- バレーボール部
- 水泳部
- 野球部
- ラグビー部
- サッカー部
- テニス部
- ソフトテニス部
- ハンドボール部
- バドミントン部
- バスケットボール部
- ソフトボール部
- 卓球部
- 柔道部
- 剣道部
- 弓道部

文化部
- 放送部
- 音楽部
- オーケストラ部
- ESS（English Speaking Society）
- 生物部
- 文芸部
- 書道部
- 美術部
- 弁論部
- 華道部
- 茶道部
- 写真部
- 演劇部
- 物質化学部
- 地球惑星部
- 数理情報部

【定時制課程】
運動部
- 軟式野球部
- 軟式テニス部
- 陸上競技部
- バスケットボール部
- バドミントン部
- サッカー部

文化部
- 写真部
- 検定学習同好会

## 著名な出身者
学界
- 北川智子 （元ハーバード大学非常勤講師、歴史学者）
- 沢田允茂 （元慶應義塾大学文学部長、哲学者）(1916～2006)
- 園田英弘 （元国際日本文化研究センター教授、社会学者）(1947～2007)
- 椿宜高（京都大学名誉教授、元個体群生態学会会長、生態学者）
- 寺崎昌男 （東京大学名誉教授・桜美林大学名誉教授、教育学者）
- 中島平太郎 （元NHK放送科学基礎研究所所長、元日本音響学会会長、元ソニー常務、元アイワ社長、工学博士）(1921～2017)
- 林正義 （東京大学大学院経済学研究科教授、経済学者）
- 牟田泰三 （元広島大学学長、東京大学大学院数物系研究科物理学専攻修了の理学博士、理論物理学素粒子論を研究分野とする物理学者）
- 太田篤志 （姫路獨協大学客員教授、作業療法士）

文化人
- 青木繁 （画家、※中退）(1882～1911)
- 阿部桂一 （脚本家、旧制卒）(1923～1991)
- イクマあきら （音楽家、作曲家）(1964～)
- 葉室麟 （小説家、第146回直木賞受賞）(1951～2017)
- 江崎誠致 （小説家、第37回直木賞受賞、※中退）(1922～2001)
- 斯波四郎 （小説家、第41回芥川賞受賞）(1910～1989)
- 坂本繁二郎 （画家）(1882～1969)
- 古賀春江 （前衛画家）(1895～1933)
- 高島野十郎 （画家）(1890～1975)
- 豊田勝秋 （工芸家）(1897～1972)
- 藤田吉香 （画家、安井賞受賞、宮本三郎賞受賞）(1929～1999)
- 松本英一郎 （洋画家）(1932～2001)
- 中村八大 （音楽家、上を向いて歩こうなど多数の曲を作曲）(1931～1992)
- 鮎川誠 （音楽家、シーナ&ザ・ロケッツのギタリスト）
- 佐野康夫 （音楽家、ドラマー）
- 竹ヶ原敏之介 （靴職人、シューズデザイナー ）
- 酒見賢一 （作家）
- 帚木蓬生 （小説家、精神科医）
- 菊竹六鼓 （ジャーナリスト）(1880～1937)
- 河北倫明 （美術評論家、元京都造形芸術大学学長）(1914～1995)
- 丸山豊 （詩人）(1915～1989)
- 野瀬泰申 （日本経済新聞特別編集委員、コラムニスト）
- 南郷芳明 （詩人）
- こがけん （お笑い芸人、おいでやすこがの一員、M-1グランプリファイナリスト）

軍人
- 松下元 （海軍中将、舞鶴要港部司令官）(1884～1953)
- 諫山春樹 （陸軍中将、第17代台湾軍参謀長）(1894～1990)

政官界
- 福田幸弘 （元参議院議員、国税庁長官）(1924～1988)
- 杉本勝次 （元福岡県知事）(1895～1987)
- 古賀正浩 （元衆議院議員）(1934～2002)
- 佐藤達夫 （元法制局長官、人事院総裁、日本国憲法の作成に関与）(1904～1974)
- 古賀一成 （元衆議院議員）
- 泉信也 （元参議院議員）
- 大久保勉 （元参議院議員、前久留米市長）
- 内藤新吾 （初代久留米市長）(1841～1917)
- 宮崎駿児 （幕臣、大陸浪人、明善中学校教師）(1851～没年不明)
- 芦刈茂 （元太宰府市長）
- 平安正知 （前小郡市長）
- 古賀之士 （元福岡放送アナウンサー、参議院議員、旧国民民主党→立憲民主党所属）
- 高木俊夫 （元裁判官）(1936～2008)

実業家
- 石橋幹一郎 （第二代ブリヂストン社長、会長）(1920～1997)
- 倉富純男 （西日本鉄道社長、九州経済連合会会長、日本バス協会副会長）
- 白水宏典 （ダイハツ工業会長、トヨタ自動車副社長）
- 真藤恒 （NTT初代社長）(1910～2003)
- 寺崎一雄 （テレビ西日本社長、会長）
- 永田清 （慶應義塾大学教授、東京帝国大学教授、日本放送協会（NHK）会長。勲二等瑞宝章）(1903～1957)
- 永田雄志（東洋エンジニアリング会長、三井物産代表取締役）
- 柿原彬人 （社団法人日本アミューズメントマシン工業協会会長、テクモ代表取締役会長）(1938～2006)

スポーツ
- 松本安市 （柔道家）(1918～1996)
- 塚本悦郎 （プロ野球選手）(1924～2014)
- 岩橋利男 （プロ野球選手、国鉄）
- 大津守 （プロ野球選手、西鉄、近鉄）(1931～2007)
- 小川健太郎 （プロ野球選手、東映、中日）(1934～1995)
- 内野哲朗 （アマチュア野球選手、元・小郡市議会議長）

マスコミ
- 財津ひろみ （福岡放送（FBS）アナウンサー）
- 豊島晋作 （テレビ東京経済キャスター）
- 柴田拓 （NHKアナウンサー）

## アクセス
最寄りの鉄道駅
- 九州旅客鉄道（JR九州）鹿児島本線「久留米駅」より徒歩約3～5分

最寄りのバス停
- 西鉄バス久留米「築島」バス停より徒歩約3～5分

最寄りの道路
- 福岡県道46号久留米停車場線（昭和通り）
- 福岡県道・佐賀県道17号久留米基山筑紫野線（医大通り）
- ブリヂストン通り（けやき通り）

## 周辺
- 久留米市役所
- 久留米大学
- 久留米市立城南中学校
- 久留米市立篠山小学校
- 筑後川